# Manihot sparsifolia
Manihot sparsifolia är en törelväxtart som beskrevs av Johann Baptist Emanuel Pohl. Manihot sparsifolia ingår i släktet Manihot och familjen törelväxter. Inga underarter finns listade i Catalogue of Life.